# Golf van Anadyr
De Golf van Anadyr of Baai van Anayr (Russisch: Анадырский залив), is een golf in zuidelijk Tsjoekotka in het noordoosten van het Russische Verre Oosten. De golf omvat het noordwestelijk deel van de Beringzee en loopt van Kaap Tsjoekotski in het noorden naar Kaap Navarin in het zuiden. De golf is 271 kilometer lang, aan de monding ongeveer 400 kilometer breed en ligt verspreid over twee watergebieden; de Baai van Krest en de rivier Anadyr. De maximumdiepte bedraagt 105 meter. De golf van Anadyr is ongeveer 10 maanden per jaar bevroren. Door de golf stroomt de Anadyrstroom.
De gelijknamige stad Anadyr heeft een haven aan de golf en is het bestuurlijk centrum van het autonoom district Tsjoekotka.